# Ahrensburg West
Ahrensburg West – stacja metra hamburskiego na linii U1. Znajduje się w miejscowości Ahrensburg. Stacja została otwarta 5 listopada 1921. 

## Położenie
Stacja Ahrensburg West posiada peron wyspowy o długości 120 metrów, na zachód od "Waldemar Bonsels Weg".
Znajduje się tu parkin P+R na 80 miejsc.